# Nagasaki Velca
Il Nagasaki Velca (長崎ヴェルカ) è una società cestistica avente sede a Nagasaki, in Giappone. Fondata nel 2020, gioca in B.League.

## Storia
Nel 2020, la Japanet Takata Co., azienda di vendite per corrispondenza, ha annunciato la creazione del primo club professionistico di pallacanestro nella Prefettura di Nagasaki. Il club è stato ufficialmente fondato il 10 luglio e nella sua prima annata di attività prese parte alla B3 League, ovvero la terza divisione della B.League, a partire dalla stagione 2021-22.
Il 26 gennaio 2021, la squadra ha annunciato che Takumi Ito avrebbe ricoperto il ruolo di primo capo allenatore e general manager.
Per scegliere il nome definitivo, è stata indetta una votazione online e sono stati organizzati eventi di voto in diverse zone della prefettura di Nagasaki. Il 30 ottobre è stato annunciato ufficialmente che il nome del club sarebbe stato Nagasaki Velca. Il nome "Velca" deriva dalle parole inglesi welcome (benvenuto), well community (buona comunità) e victory (vittoria).
La squadra ha concluso la sua stagione inaugurale con 42 vittorie e 3 sconfitte, stabilendo un record in B3 con una percentuale di vittorie pari a 0.933, ed è stata successivamente proclamata campione della B3 League ed ha ottenuto la promozione alla B2, la seconda divisione della B.League.  Il 17 maggio 2022, è stato annunciato che Takumi Ito avrebbe continuato a ricoprire il ruolo di general manager, mentre Kenjiro Maeda, assunse il ruolo di capo allenatore a partire dalla stagione 2022-23 . Il 29 maggio, la B.League ha annunciato che il Nagasaki avrebbe giocato nella Conference Ovest della B2 League.
Dopo aver concluso al secondo posto la stagione regolare, il Nagasaki ha raggiunto le finali della lega contro i Saga Ballooners, perdendo però entrambi le partite giocate. La sconfitta nella finale però consegnò lo stesso alla squadra la promozione per la B.League 2023-2024, completando la scalata verso la prima divisione in appena tre anni dalla fondazione della squadra.

## Arena
I Nagasaki Velca giocano le loro partite casalinghe presso la Happiness Arena è una arena polivalente situata nel quartiere di Saiwai-cho, nella città di Nagasaki, all’interno del complesso del Nagasaki Stadium City. Di proprietà della Japanet Holdings, la struttura è gestita dalla sua sussidiaria Regional Creation Nagasaki Co., Ltd., e prende il nome di “HAPPINESS ARENA” grazie a una partnership con Coca-Cola Bottlers Japan. 

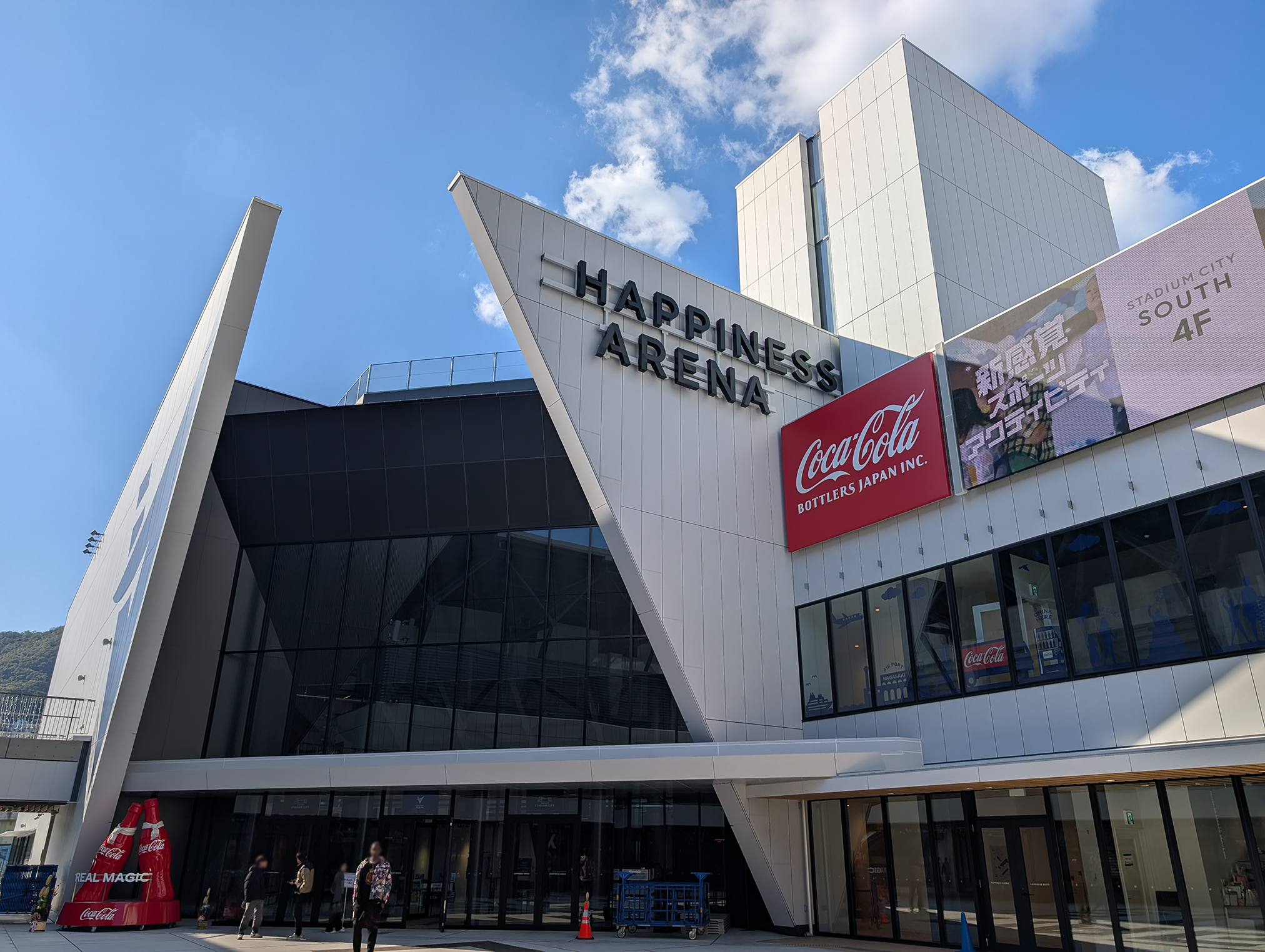
La facciata principale della Happiness Arena

La HAPPINESS ARENA nasce con l’obiettivo di essere una struttura multifunzionale, capace di ospitare non solo partite di pallacanestro, ma anche concerti, mostre, fiere e altri eventi culturali e sportivi. L’arena principale si estende su una superficie di 27.396,15 m² e può contenere circa 6.000 spettatori. La struttura, vista dall’alto, presenta una caratteristica forma ottagonale, ed è dotata di sedili imbottiti con porta bicchieri, oltre a zone VIP e sale private in cui è possibile cenare guardando l’evento. Sotto il lato nord dell’auditorium può essere installato un palco per spettacoli e concerti, mentre un grande schermo sospeso consente una visione ottimale da ogni punto dell’arena. A rendere ancora più peculiare la struttura, il tetto ospita un campo da futsal, utilizzabile per allenamenti e attività ricreative.
Accanto all’arena principale si trova una sottoarena di circa 2.300 m², che funge da spazio di allenamento e supporto logistico. A pochi passi è situata la club house della squadra, trasferita dalla città di Sasebo, che comprende anche una sala cinema decorata con illuminazione indiretta a forma di "V". Sul tetto della sottoarena è stato realizzato un campo da gioco 3x3, destinato alla pallacanestro in versione ridotta e ad altre attività sportive. All’ingresso dell’arena, la piazza principale accoglie i visitatori con dei mattoni decorativi che compongono la scritta “NAGASAKI STADIUM CITY”. Ogni mattone è inciso con un messaggio, un nome o un pensiero, lasciato da cittadini, tifosi o personaggi famosi.
Il progetto della HAPPINESS ARENA ha preso forma nel 2019 con la presentazione del progetto ufficiale per la riqualificazione dell'area, ma è solo nel 2020 che è stata annunciata ufficialmente la nascita della squadra di basket e la volontà di dotarla di uno stadio all’avanguardia. Dopo l’inizio dei lavori nel 2022, il 14 settembre 2024 si è tenuto il primo evento con pubblico, una partita di precampionato tra Nagasaki Velca e Ryukyu Golden Kings, giocata davanti a 5.227 spettatori. L’arena è stata inaugurata ufficialmente il 14 ottobre 2024.

## Palmarès
- B3 League: 1

2021-22

## Organico attuale
Organico per la stagione sportiva 2024-2025
| Roster Nagasaki Velca 2024-2025. | Roster Nagasaki Velca 2024-2025. |
| Giocatori                        | Staff tecnico                    |
| -------------------------------- | -------------------------------- |

| N. | Naz.                     | Ruolo | Nome                 | Anno | Alt.   | Peso   |  |
| -- | ------------------------ | ----- | -------------------- | ---- | ------ | ------ |  |
| 1  | Giappone (bandiera)      | G     | Kenji Leon Matsumoto | 1994 | 183 cm | 83 kg  |  |
| 2  | Giappone (bandiera)      | PG    | Koya Kobari          | 1999 | 172 cm | 72 kg  |  |
| 3  | Corea del Sud (bandiera) | AG    | Min Kug Chang        | 1989 | 200 cm | 94 kg  |  |
| 4  | Giappone (bandiera)      | PG    | Masaya Karimata      | 1988 | 178 cm | 81 kg  |  |
| 5  | Stati Uniti (bandiera)   | AG    | Matt Bonds           | 1995 | 196 cm | 103 kg |  |
| 7  | Stati Uniti (bandiera)   | AG    | Jarrell Brantley     | 1996 | 201 cm | 113 kg |  |
| 9  | Giappone (bandiera)      | AP    | Masaaki Morikawa     | 1992 | 191 cm | 86 kg  |  |
| 11 | Giappone (bandiera)      | AP    | Hirohide Araya       | 1998 | 189 cm | 86 kg  |  |
| 14 | Giappone (bandiera)      | G     | Kanji Takahira (C)   | 1993 | 183 cm | 85 kg  |  |
| 15 | Filippine (bandiera)     | C     | A.J. Edu             | 2000 | 208 cm | 102 kg |  |
| 18 | Giappone (bandiera)      | G     | Yūdai Baba           | 1995 | 196 cm | 90 kg  |  |
| 23 | Giappone (bandiera)      | AG    | Daisuke Noguchi      | 1983 | 196 cm | 86 kg  |  |
| 33 | Stati Uniti (bandiera)   | C     | Nick Perkins         | 1996 | 203 cm | 113 kg |  |
| 36 | Giappone (bandiera)      | G     | Takuma Enokida       | 1998 | 184 cm | 84 kg  |  |

| Allenatore                                                                                                   |
| - Mody Maor                                                                                                  |
| Assistente/i                                                                                                 |
| - Kenjiro Maeda - Makoto Isono - Chris Caird - Kevin Ansenberger Legenda - (C) Capitano - Infortunato Roster |

## Cestisti

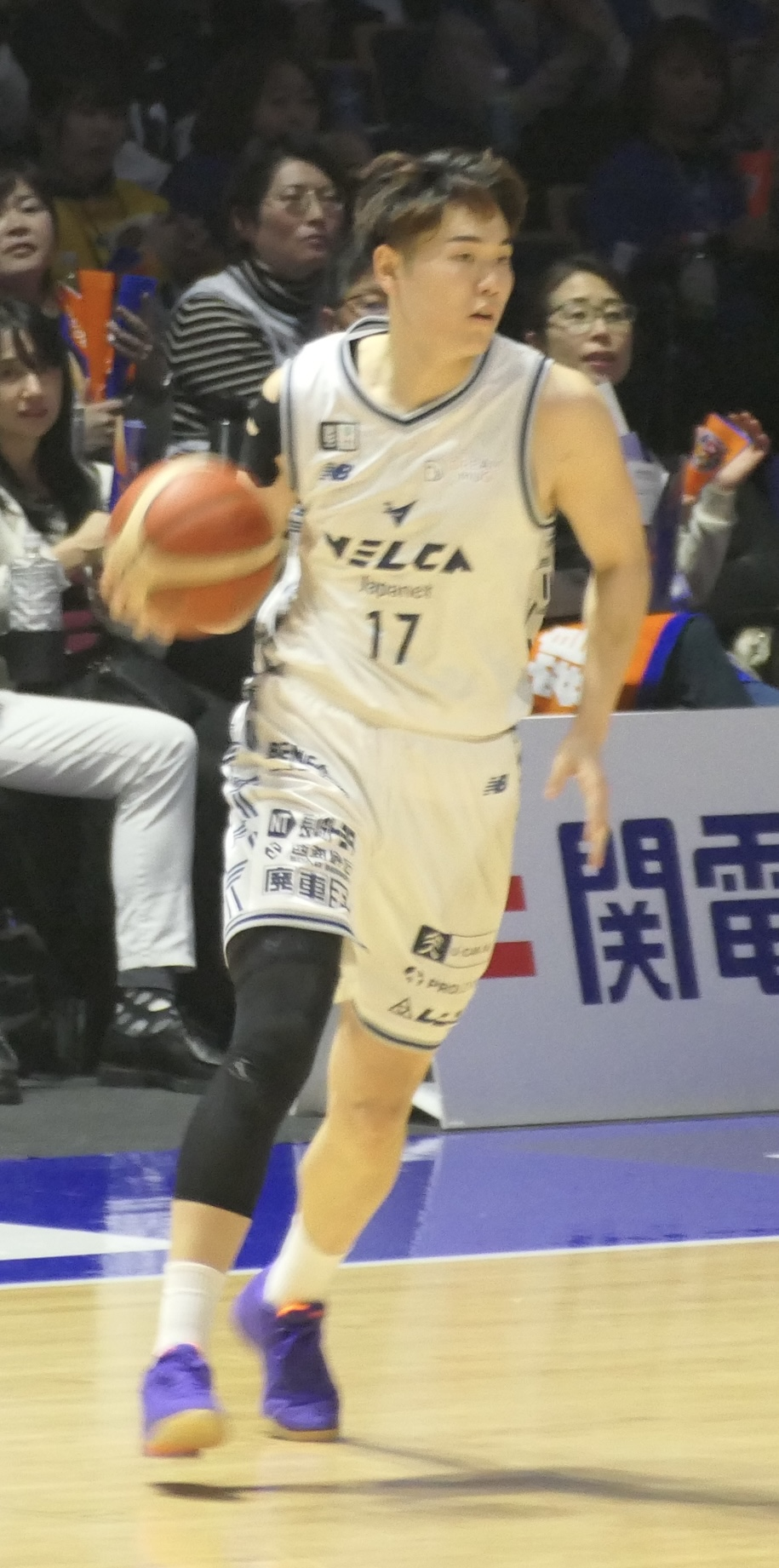
Hayato Yamaguchi con la canotta dei Nagasaki Velca nel 2024.

- Pablo Aguilar Bermúdez
- Yūdai Baba
- Matt Bonds
- Jarrell Brantley
- Javier Carter
- A.J. Edu
- Jeremy Evans
- Jehyve Floyd
- Jeff Gibbs
- Terrance King
- Kenny Lawson
- L.J. Peak
- Nick Perkins
- Mark Smith
- DeVaughn Washington
- Steve Zack

## Allenatori
| Nome          | Periodo          | Trofei                |
| ------------- | ---------------- | --------------------- |
| Takuma Ito    | 2021 - 2022      | 1 B3 League (2021-22) |
| Kenjiro Maeda | 2022 - 2024      |                       |
| Mody Maor     | 2024 - in carica |                       |